# Foire du livre de Leipzig

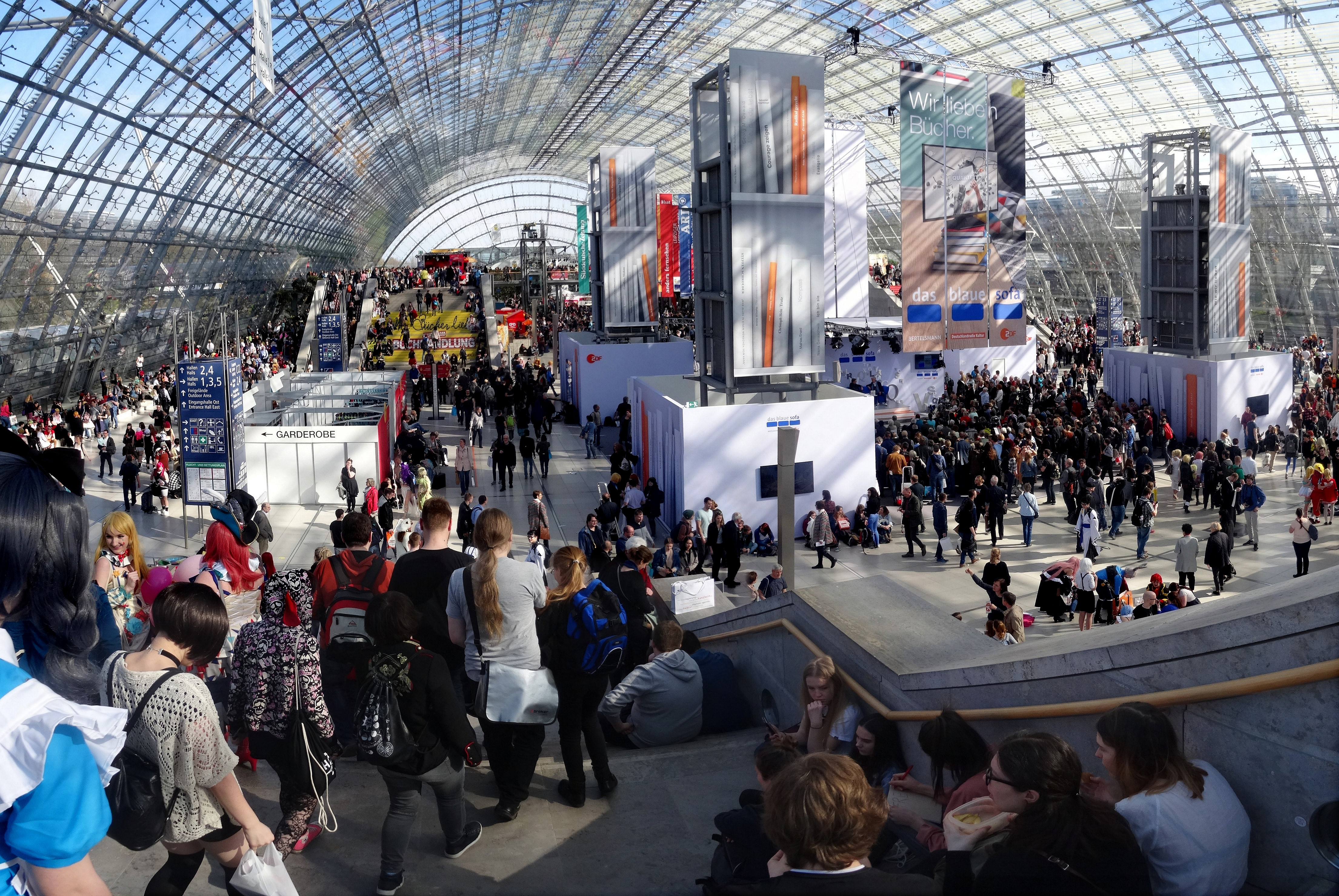
Vue de la Foire du livre de Leipzig 2017.

La Foire du livre de Leipzig (Leipziger Buchmesse), est la deuxième plus grande foire commerciale d'Allemagne consacrée à l'édition après la celle de Francfort et le salon le plus connu de Leipzig avec l'Automesse Automobil International et le Mustermesse qui a existé jusqu'à la réunification. Elle se déroule chaque année à la mi-mars sur le terrain du parc des expositions de Leipzig. En 2020, 2021 et 2022, elle était annulée en raison de la pandémie de COVID-19. Elle reprend en Mars 2024.